# Les Magiciens
Pour plus de détails, voir Fiche technique et Distribution.
Les Magiciens est un film franco-italiano-allemand réalisé par Claude Chabrol d'après un roman de Frédéric Dard, sorti en 1976.

## Synopsis
Dans un hôtel en Tunisie un magicien prévoit un meurtre qu'Édouard, par jeu, va vouloir appliquer.

## Fiche technique
- Titre original : Les Magiciens
- Réalisation : Claude Chabrol
- Scénario : Pierre Vial-Lesou, Paul Gégauff, d'après le roman Initiation au meurtre de Frédéric Dard
- Décors : Jean Labussière
- Photographie : Jean Rabier
- Son : Guy Chichignoud
- Montage : Monique Gaillard, Luce Grunenwaldt
- Production : Tarak Ben Ammar, Jean Boujenah, Kablouti Temimi
- Producteur exécutive : Philippe Dussart
- Société de production :  Carthago Films,  Mondial TE-FI,  Maran Film
- Société de distribution : SN Prodis
- Pays de production :  France,  Italie,  Allemagne de l'Ouest
- Langue originale : français
- Format : couleur — 35 mm — son Mono
- Genre : Drame et thriller
- Durée : 94 minutes
- Dates de sortie : France : 12 mai 1976

## Distribution
- Franco Nero : Sadry
- Stefania Sandrelli : Sylvia
- Jean Rochefort : Edouard
- Gert Fröbe : Vestar
- Gila von Weitershausen : Martine
- Moheddine Mrad : Docteur